# داریو بیاسی
داریو بیاسی (انگلیسی: Dario Biasi؛ زادهٔ ۲۴ اوت ۱۹۷۹) بازیکن فوتبال اهل ایتالیا است.
از باشگاه‌هایی که در آن بازی کرده‌است می‌توان به باشگاه فوتبال هلاس ورونا، باشگاه فوتبال کارپی، باشگاه فوتبال فروزینونه، باشگاه فوتبال روبور سیه‌نا، باشگاه فوتبال کالیاری، باشگاه فوتبال چزنا، و باشگاه فوتبال جنوآ اشاره کرد.